# Schweiz' nationalvåben
Schweiz' nationalvåben viser det samme hvide kors som det schweiziske flag, dog på et rødt skjold. 